# Samuel Henryk Merzbach

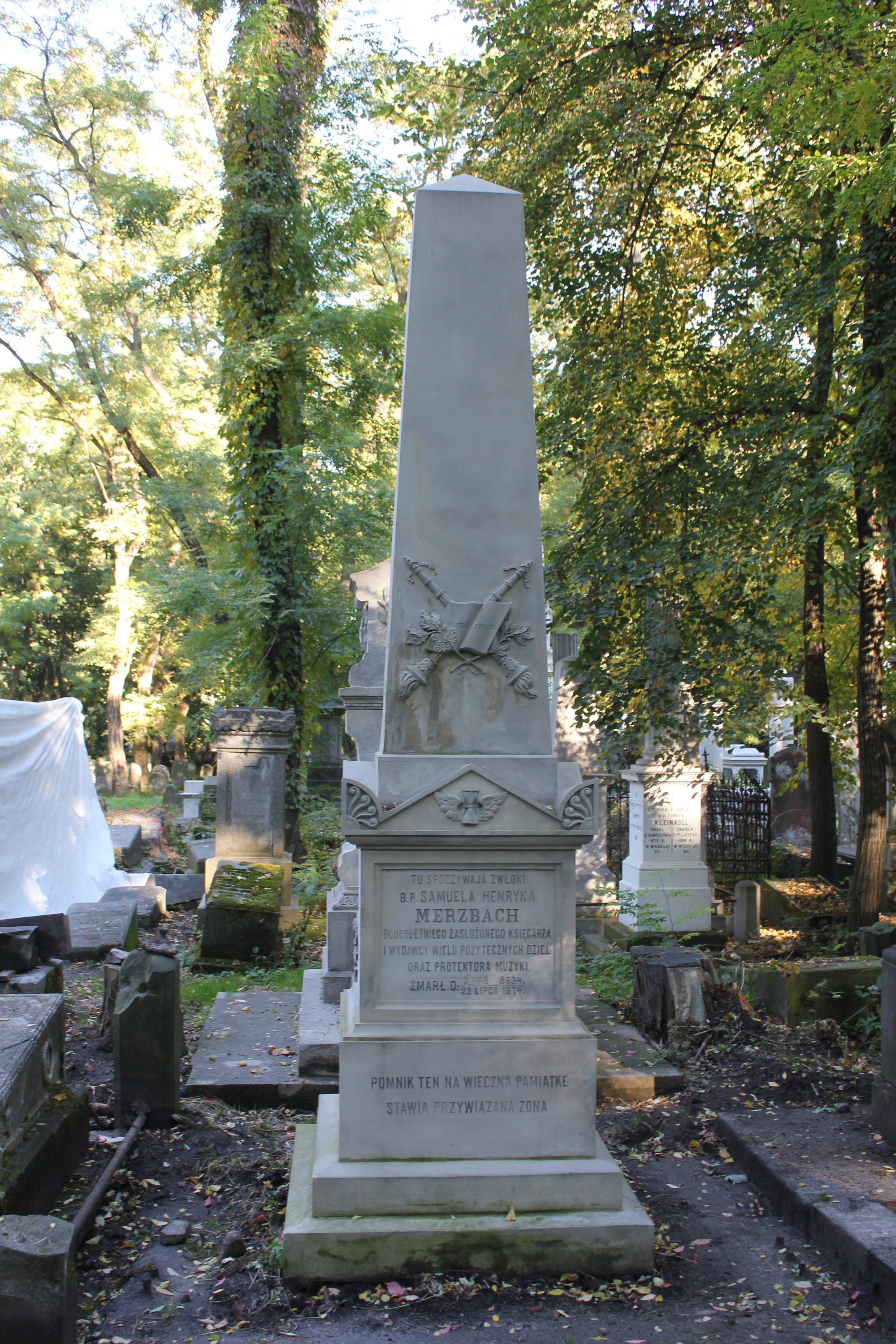
Grób Samuela Henryka Merzbacha na cmentarzu żydowskim w Warszawie, 2022 – fot. Ivonna Nowicka

Samuel Henryk Merzbach (ur. 1798? w Poznaniu, zm. 23 lipca 1874 w Warszawie) – polski księgarz i wydawca oraz niemieckojęzyczny poeta żydowskiego pochodzenia.
Urodził się w rodzinie żydowskiej, jako syn kupca poznańskiego Henryka Merzbacha i jego żony Balbiny (zm. 1849). Jego braćmi byli Ludwik Merzbach i Zygmunt Merzbach. Około 1816 przeprowadził się do Warszawy, gdzie rozpoczął praktykę księgarską u Natana Glücksberga. W 1830 wraz z bratem Zygmuntem założył księgarnię przy ulicy Miodowej. Z czasem przy księgarni powstała wypożyczalnia i czytelnia.
W 1820 wydał swój tomik poetycki Sträusschen von Elkana M. Engel nebst Blümchen.
W okresie powstania listopadowego wspierał dążenia wolnościowe. Księgarnia Merzbachów stanowiła miejsce spotkań literatów i uczonych. Sprzedawał zakazane dzieła Słowackiego, wydał Poezje Mickiewicza. W późniejszych latach uzyskał zezwolenie na wydanie dzieł zebranych tego ostatniego wieszcza. Spotkało się to z ostrą reakcją konkurencji wzywającej do bojkotu wydawnictwa Merzbacha.
Wydał m.in.:
- Księga Świata
- Muzeum Domowe
- serię Gabinet powieści i romansów
- pisma Klementyny Hoffmanowej

Był żonaty z Justyną Giwartowską (1810–1887). Zmarł bezpotomnie w Warszawie. Jego majątek przejął Bank Polski. Jest pochowany na cmentarzu żydowskim przy ulicy Okopowej w Warszawie (kwatera 20, rząd 11).